# Лапкасола
 Лапкасола  — опустевшая деревня в Моркинском районе Республики Марий Эл. Входит в состав Шалинского сельского поселения.

## География
Находится в юго-восточной части республики Марий Эл на расстоянии приблизительно 13 км по прямой на запад-северо-запад от районного центра посёлка Морки.

## История
Известна была с 1839 года как выселок Лапкасола, где насчитывалось 3 двора, 16 душ мужского пола. В 1895 году здесь (уже околоток) проживали 86 человек, мари, в 1924 году 71 человек, в 1959 95 человек. В начале 1970-х годов в связи с отсутствием работы жители стали покидать разъезжаться. Основная часть жителей переехали в посёлок Зеленогорск. В советское время работали колхозы «Ким» и «Красный Октябрь».

## Население
Население составляло 1 человек (мари 100 %) в 2002 году, 0 в 2010.

## Известные уроженцы
- Архипов Ефим Архипович (1911—1999) — марийский советский партийный и комсомольский деятель. Первый секретарь райкомов ВКП(б) / КПСС Марийской АССР: Еласовского (1946―1949), Параньгинского (1951―1953), Сотнурского (1953―1956), Хлебниковского (1956―1959).
- Шавердин Николай Семёнович (1915—1997) —  марийский советский журналист, переводчик, партийный деятель. Заслуженный работник культуры Марийской АССР (1975).